# Javatahama
Javatahama (japánul 八幡浜市; -si) város Japánban, Ehime prefektúrában. 2005. március 28-án Javatahama összeolvadt Honai faluval a Nisiuva körzetből, így a város lakossága 40 000 fő fölé emelkedett.

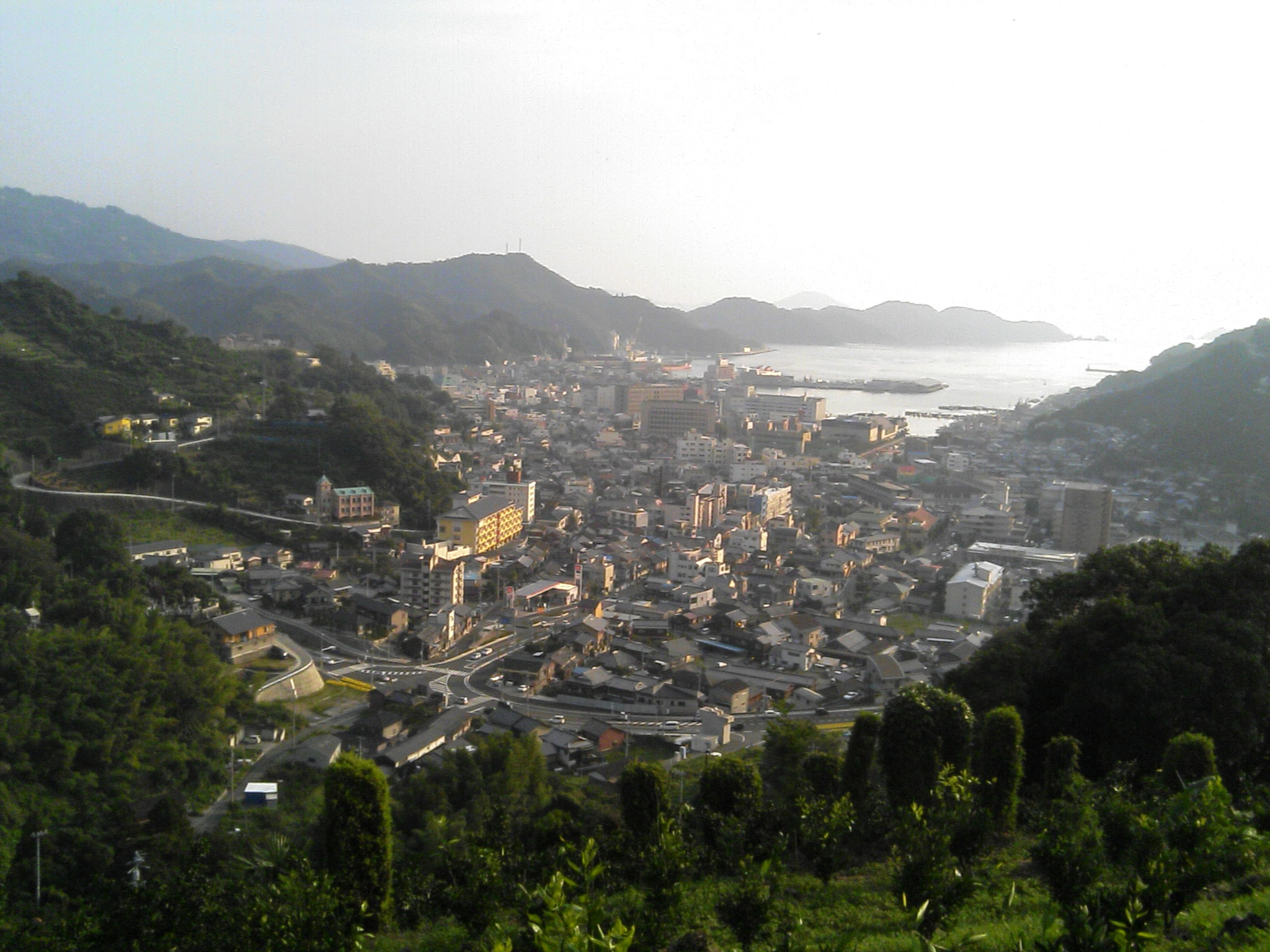
Javatahama a környező hegyekről nézve

## Nevének eredete
Azt mondják, hogy a Javatahama név (八幡浜) abból ered, hogy évszázadokkal ezelőtt a uszai Hacsiman (八幡) szentélyben tartott ünnepség hulladákai azon a parton (浜) értek földet, ahol a mai város fekszik.

## Földrajz
Javatahama kapocsként szolgál a Szadamiszaki-félsziget, Japán leghosszabb félszigete, és Sikoku többi része között. Hosszú éveken keresztül a város az Ehime prefektúra és Sikoku fontos kikötője volt.

### Közeli települések
- Ikata
- Ódzsu
- Szeijo

## Népesség
| Lakosok száma | 38 370 | 34 951 | 31 363 |
|               | 2010   | 2015   | 2021   |

## Közlekedés
A városban található a Sikoku Vasúttársaság állomása, melyről menetrend szerinti kereskedelmi- és teherjáratok indulnak Sikoku többi részére. Javatahama kis kikötőjéből menetrend szerinti kompjáratok közlekednek Uszuki és Beppu városokba, Kjúsú szigetére. Több busztársaság, mint az Ijotecu és Uvadzsima Unju cégek, járatokat üzemeltetnek a városon belül és más településekre is. Néhány hosszú távú járatokat is megtalálható itt; ezek Kóbéba, Ószakába és Tokióba egyaránt közlekednek.

## Gazdaság
Javatahama gazdasága a halászaton és a szacuma termesztésén alapszik.

### Mezőgazdaság
A város Japán legismertebb szacuma termesztője. A mezőgazdaság a citrusfélék termesztésére összpontosít. A szacuma-ültetvények főként Javatahamát körülvevő hegyoldalakon találhatók meg, mivel itt éri őket a legnagyobb mennyiségű napfény.
Javatahama szacuma termesztését a Nisiuva Mezőgazdasági vállalat irányítsa, amely a termelésért és eladásért is egyarnát felelős. Ez a cég országszerte adja el ezeket a gyümölcsöket olyan márkanevek alatt mint a Hinomaru (日の丸) és a Kavakami (川上).
Az időszakos téli havazások nagy károkat szokott okozni a város mezőgazdaságának.

### Halászat
A javatahamai kikötő az Ehime prefektúra tengerpartján található, az Uva-tenger felé nézve. Jó fekvése és a Szeto-beltengerrel való összeköttetése miatt ez a kikötő éveken keresztül virágzott.
A város kikötője az Ehime prefektúra legfontosabbjai közé tartozik. Javatahamában egy napi halpiac is található, ám ez csak a szupermarketek és az éttermek számára van nyitva. Havonta néhány hétvégén a település olyan piacokat is ajánl, amelyek a lakosok számára is nyitva vannak. Az Uva-tenger bővelkedik a halakban és a kagylókban, ám Javatahama specialitása a japán makréla (鯵).